# خشحيران
خشحيران هي قرية في مقاطعة نمين، إيران. عدد سكان هذه القرية هو 152 في سنة 2006.